# Stúdió Színpad (Kolozsvár)
A Stúdió Színpad Kolozsváron 1960 és 1987 között működő színjátszó csoport.

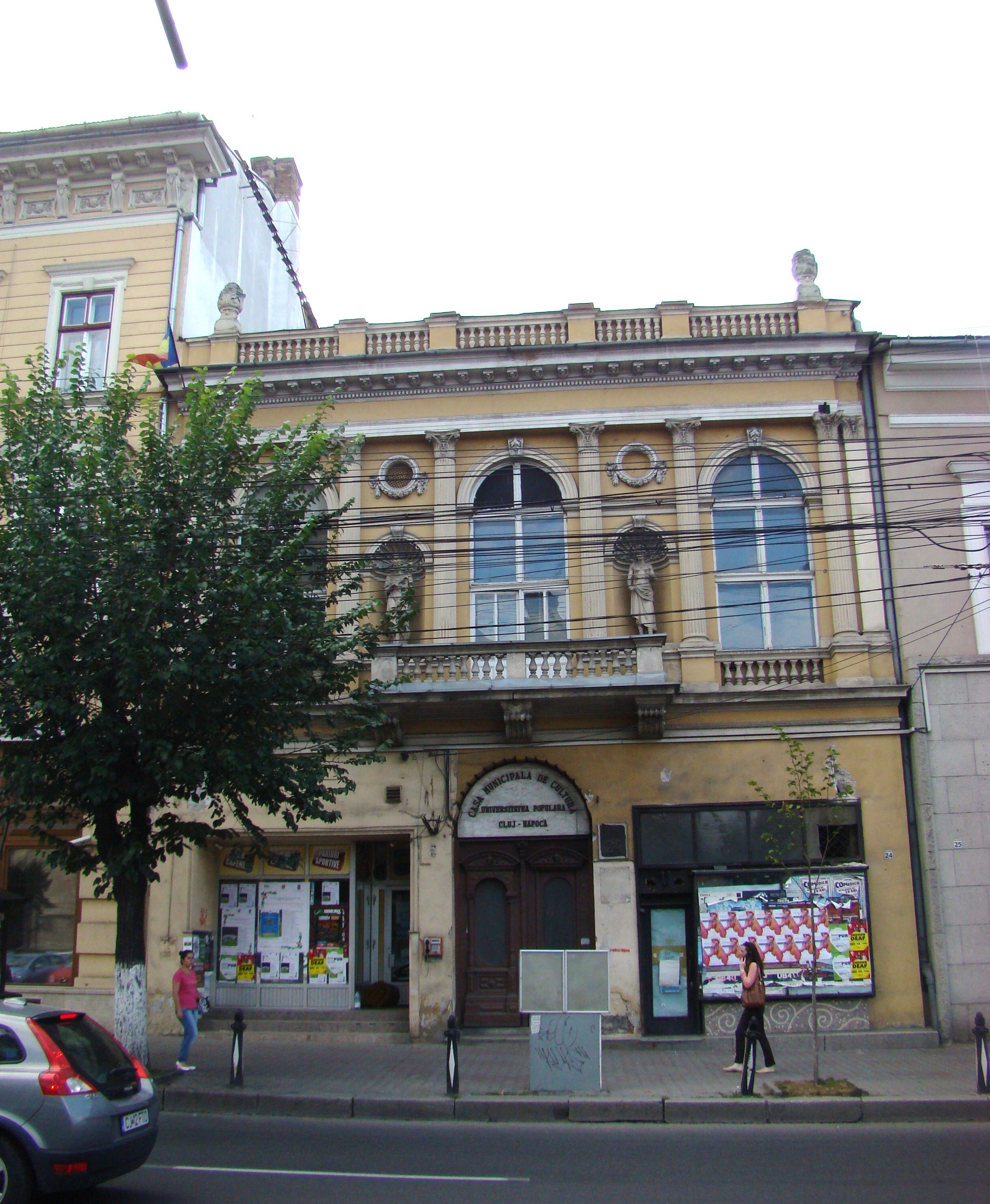
Kolozsvár, Főtér 24. szám. Maetz Frigyes tervei alapján épült a Kolozsvári Iparos Egylet számára. Itt működött a Stúdió Színpad 1968-tól

## Története
A Stúdió Színpad megalapítói Horváth Béla és Bisztrai Mária színművészek voltak.
Az első hír a létrejött színjátszó csoportról 1960. december 13-án jelent meg a kolozsvári Igazságban, innen megtudható, hogy december 11-én a Stúdió Színpad bemutatta a Nászutazás című háromfelvonásos vígjátékát.
A Városi Művelődési Ház a kolozsvári Igazságügyi Palotában működött egészen 1968 augusztusáig. Ekkor kellett elköltöznie innen a Stúdió Színpadnak a Szabadság téri Új idők mozi feletti emeleti termébe. Három sikeres korszakot különböztetünk meg: a Horváth Béla, Bisztrai Mária vezette 1960–1969 első, a Bereczky Júlia vezette második (hét év), és a harmadik időszak 1976–1987 között. 
1987 végén készültek a szilveszteri kabaréra, folytak a próbák, amikor kitették őket a kultúrházból. Nem adták fel, egy Donáth úti lakásban folytatták a próbákat mindaddig, míg a szomszédok ki nem hívták a rendőrséget csendháborítás miatt. Ezzel végképp legördült a függöny 27 év után.

## Vezetői
- Horváth Béla 1960–1969
- Bisztrai Mária 1962–1968
- Bereczky Júlia 1969. szeptember 1. – 1976. június
- Dehel Gábor 1976–1978. december
- Köllő Béla 1979–1981
- László Zoltán 1984–?
- Kozma Lajos 1984–1987

## Tagjai
Ács Sándor, Alsányi Dalma, Asztalos Zsuzsa, Bagi Pál Balázs, Banner Zoltán/Beleznay Zoltán, Bárány Tibor (–1977), Bajkó Gabriella, Barta László (1967-74), Bartha Enikő, Basa Annamária, Bíró János, Biró Benyő Krisztina (1980-1984), Boda Árpád, Bogdán Tibor, Budai Renáta, Costea Miklós Tamara (1975–76), Csíky Ibolya, Dálnoki Zsóka, Dankó János, Diósadi B. Árpád, Dusa Ödön/Délczeg Edmond, Fegyveresi István, Fekete Judit, Flóra Ágnes, Flórián Antal, Gajzágó Márton, Gáll Annamária (1967–71), Gáll Enikő (1970–76), Georgescu Mária, Görög István, György László, Győri András, Halmágyi Eszter, Heltai Sándor (–1966), Hencz József, Herdlicska Sándor, Szöke Horváth Gyöngyvér (1967–70), Horváth Ilonka, Jagamos Éva, Jakab Magda, Jakab Tomcsányi Mária, Jancsó Miklós, Jankó J. Mária, Jankó Jozefina, Jámbor Zsófia, Kádár Gyöngyi, Karácsonyi Ildikó, Karácsonyi Nóra, Katona Kinga, Kelemen Enikö Mária, Keresztes Sándor, Kilin Gyöngyi, Killár Kovács Katalin (1965–70), Kiss-B. Atilla (1978–80), Kiss Ildikó, Kostyák Levente (1979–80), Köntés Béla, Kovács Pali Ferenc, Kövér Adél, Krizsán Zoltán, Leitner Emil, Ligeti Zoltán, Lovász Rózsa, F. Márton Erzsébet, Mészáros István, Mihály Zoltán, Minier Csaba, Nagy Éva, Nagy Katalin, Nánó Csaba(1984-87), Nemes Péter, Panek Kati, Papp Mihály, Predics Olga, Prokop Gyula, Rajhona Ádám, Reményi Sándor, Rezi László, Rokk Melinda, Rosemberg Iván, Róth Gyöngyi, Roth Roberta Laura (1983-1986), Rozsnyai Júlia, Ruha András, Ruha János, Ruha Péter, Rusz Antal, Salamon László, Sebesi Karen Attila, Seres Ágnes, Simon Gyula, Simó Júlia, Simon András, Szabó Attila István, Szakács Annamária, Szakács Miklós, Szatmári János, Székely Melinda, Szilágyi Enikő, Tálas András, Téglás Sándor, Topai Éva, Vajas István, Vajda Zsuzsa, Valea Teréz, Veress László, Vitályos Edit, Vitális Ildikó, Zágoni Ágnes Seres, Znorovszky Attila, Zsehránszky István, Zsigmond György, Zsigmond Levente, Zsombori Erzsébet (1965–), Zsombori Mária.

## Előadások
- Vlagyimir Dihovicsnij: Nászutazás, 1960. december 11-én
- Vörösmarty Mihály: Csongor és Tünde, 1962. január, rendezte: Horváth Béla
- Viktor Rozov: Szerencsés utat, 1962. április rendezte: Horváth Béla
- Élni, élni boldogan, szavalóest, 1962 rendezte: Horváth Béla
- Nagy István: Nézd meg az anyját, 1963. március Rendezte: Bisztrai Mária és Horváth Béla
- Vagyim Korosztiljov: Bízom benned, 1963. május
- Aurel Baranga: Ádám és Éva, 1963. december Rendezte: Bisztrai Mária és Horváth Béla
- Carlo Goldoni: A furfangos özvegy, 1965 Rendezte: Bisztrai Mária és Horváth Béla
- Mihail Sebastian: Névtelen csillag, 1965 Rendezte: Bisztrai Mária és Horváth Béla
- John Osborne: Dühöngő ifjúság, 1966, rendezte: Horváth Béla
- Karnevál álarc nélkül, esztrádműsor, 1966 Rendezte: Bisztrai Mária és Horváth Béla
- Szerelmes Európa, költői est, 1967
- Jean Anouilh: Találka Páris mellett, 1968. április, rendezte: Bisztrai Mária és Horváth Béla Szereplők: Ács Sándor, Barta László, Dusa Ödön/Délczeg Edmond, Fekete Judit, Heltai Sándor, Karácsonyi Nóra, Killár Kovács Katalin, Lovász Rózsa, Minier Csaba, Predics Olga, Rosemberg Iván, Szatmári János, Szöke Horváth Gyöngyvér, Zsombori Erzsébet.
- Aurel Baranga: Barátom a miniszter, 1969. május 17-én, rendezte: Horváth Béla, Szereplők: Ács Sándor, Barta László, Dusa Ödön/Délczeg Edmond, Gáll Annamária, Georgescu Mária, Heltai Sándor, Jakab Tomcsányi Mária , Killár Kovács Katalin, Kövér Adél, Lovász Rózsa, Minier Csaba, Reményi Sándor, Rosemberg Iván, Róth Gyöngyi, Szabó Attila István,Simon András, Szatmári János, Szőke Horváth Gyöngyvér, Zsigmond Levente, Zsombori Erzsébet.
- Aurel Baranga: Közvélemény, 1969, rendezte: Horváth Béla,
- Jókai Mór: Aranyember, 1970. február 28-án, rendezte: Bereczky Júlia. Szereplők: Ács Sándor, Barta László, Dusa Ödön/Délczeg Edmond, Georgescu Mária, Jámbor Zsófia, Killár Kovács Katalin, Kovács Pali Ferenc, Kövér Adél, Minier Csaba, Rosemberg Iván, Szabó Attila István, Szakács Annamária, Szatmári János, Szöke Horváth Gyöngyvér, Téglás Sándor,
- Ben Jonson: Volpone, 1971. március 21-én, rendezte: Bereczky Júlia
- Páskándi Géza: Önkéntes tűzoltók, 1971. május 15-én, rendezte: Barta László. Szereplők: Köntés Béla, Salamon László, Szabó Attila István.
- Dosztojevszkij: Egérlyuk, 1971, rendezte: Barta László, dramatizálta és játszotta: Dusa Ödön/Délczeg Edmond.
- Kánikula, 1972. április 16-án, rendezte: Bereczky Júlia
- Kenéz Ferenc: Homok a bőröndben, 1973. december 19-én, rendezte: Bereczky Júlia
- Kincses Elemér: Katonák ősbemutatója, 1973. január 20-án, rendezte: Bereczky Júlia
- Dusa Ödön/Délczeg Edmond: Írott muzsika, 1973. március 24-én
- Petőfi Sándor: A helység kalapácsa, 1973. február 24-én
- Páskándi Géza: Vendégség, 1973. június 16-án
- Dan Tarchila: Egy kisállomáson, 1974
- Méhes György: Fele se tréfa, 1974
- Wolfgang Weyrauch: Japán halászok, 1975. október 11-én
- Lászlóffy Csaba: Egy szál gyufa, 1975. október 18-án
- Salló István: Postán nyert vőlegény, 1975. november 20-án, rendezte: Bereczky Júlia
- Van egy ilyen, 1976. december
- Aurel Storin: A váltás, 1976, rendezte: Dehel Gábor
- Agatha Christie-krimi, Az egérfogó, 1977. május 24-én, rendezte: Dehel Gábor
- Jégbehűtött szerencse 1977, rendezte: Leitner Emil
- Néma levente, 1977. december 13.
- Kányádi Sándor-versműsor: Harmat a csillagon, 1978 decemberében, rendezte: Dehel Gábor
- Kopányi György: Mennyet járt ifiúr 1979. február 2-án, Köllő Béla vezetése alatt rendezte: Kovács Pali Ferenc, A verseket Kelemen Enikő és Székely Zoltán írta, a zeneszerző Boér Károly volt.
- Niccolò Machiavelli: Mandragóra, 1979. június 19-én, rendezte: Köllő Béla. Ennek a zenéjét Bíró János, Szakács Miklós és Ruha András írta közösen.
- I. L. Caragiale: Leonida naccsás úr és reakció, 1979, rendezte: Köllő Béla.
- Goldoni : Csetepaté 1979, rendezte: Köllő Béla. A koreográfiát Molnár Gyula, az Állami Magyar Opera művésze tanította be.
- Mazsolák Sinkó Zoltán írásaiból Ki vele!, 1980, rendezte: Köllő Béla
- Farkas Árpád verseiből: Kenyér és vers, 1980, rendezte: Köllő Béla
- Belém dobban e hangulat, 1981, rendezte: Leitner Emil
- Méhes György: Salamon, a bölcs, 1983–84 szilvesztere, rendezte: Kozma Lajos és Leitner Emil
- I. L. Caragiale: Chirita Jászvásáron, rendezte: Leitner Emil
- Méhes György: Piros alma, rendezte: Leitner Emil
- Oscar Wilde: A canterville-i kísértet, rendezte: László Zoltán
- Viktor Rozov: Szerencsés utat

## Plakátok

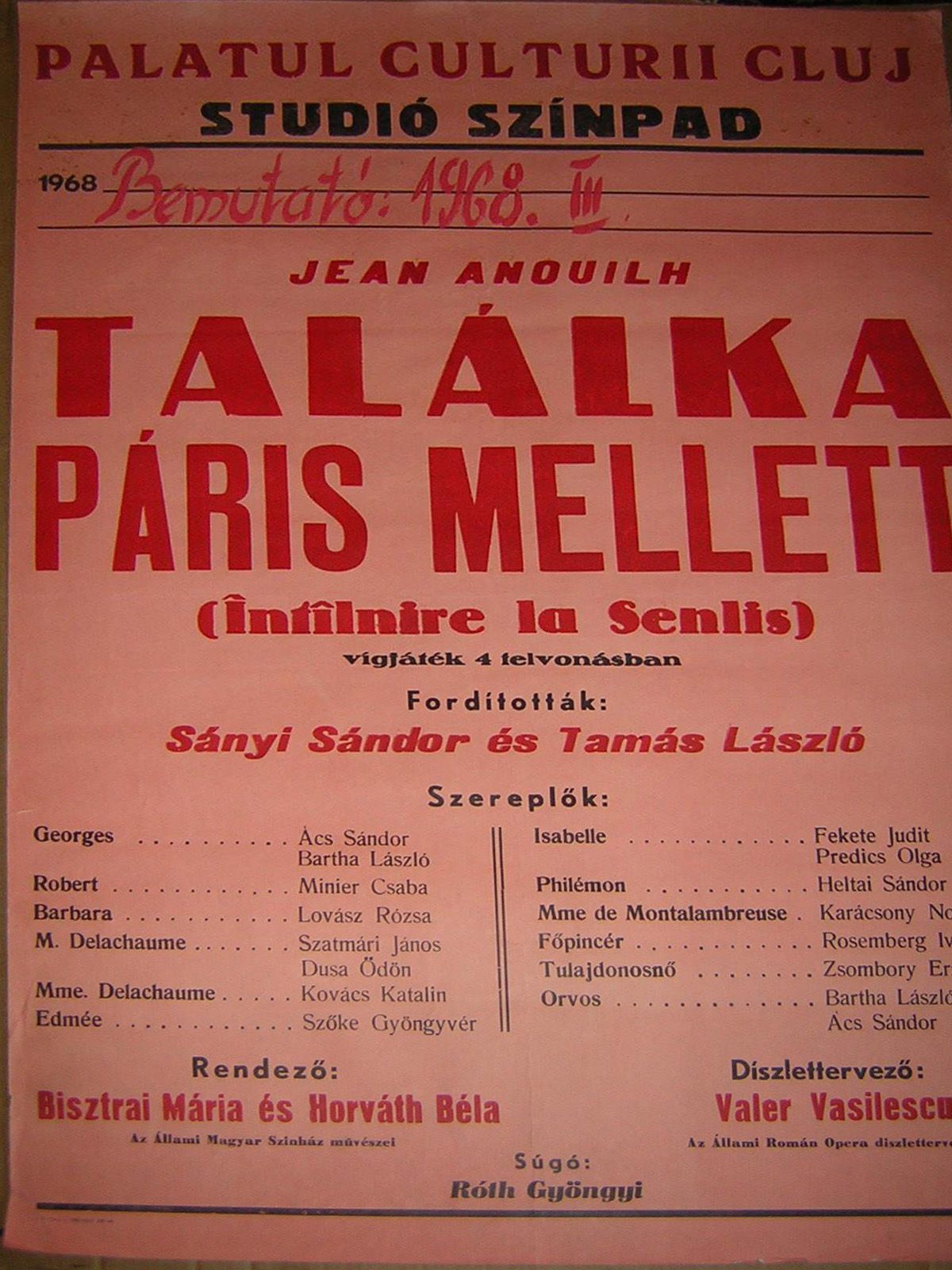
Találka Párizs mellett
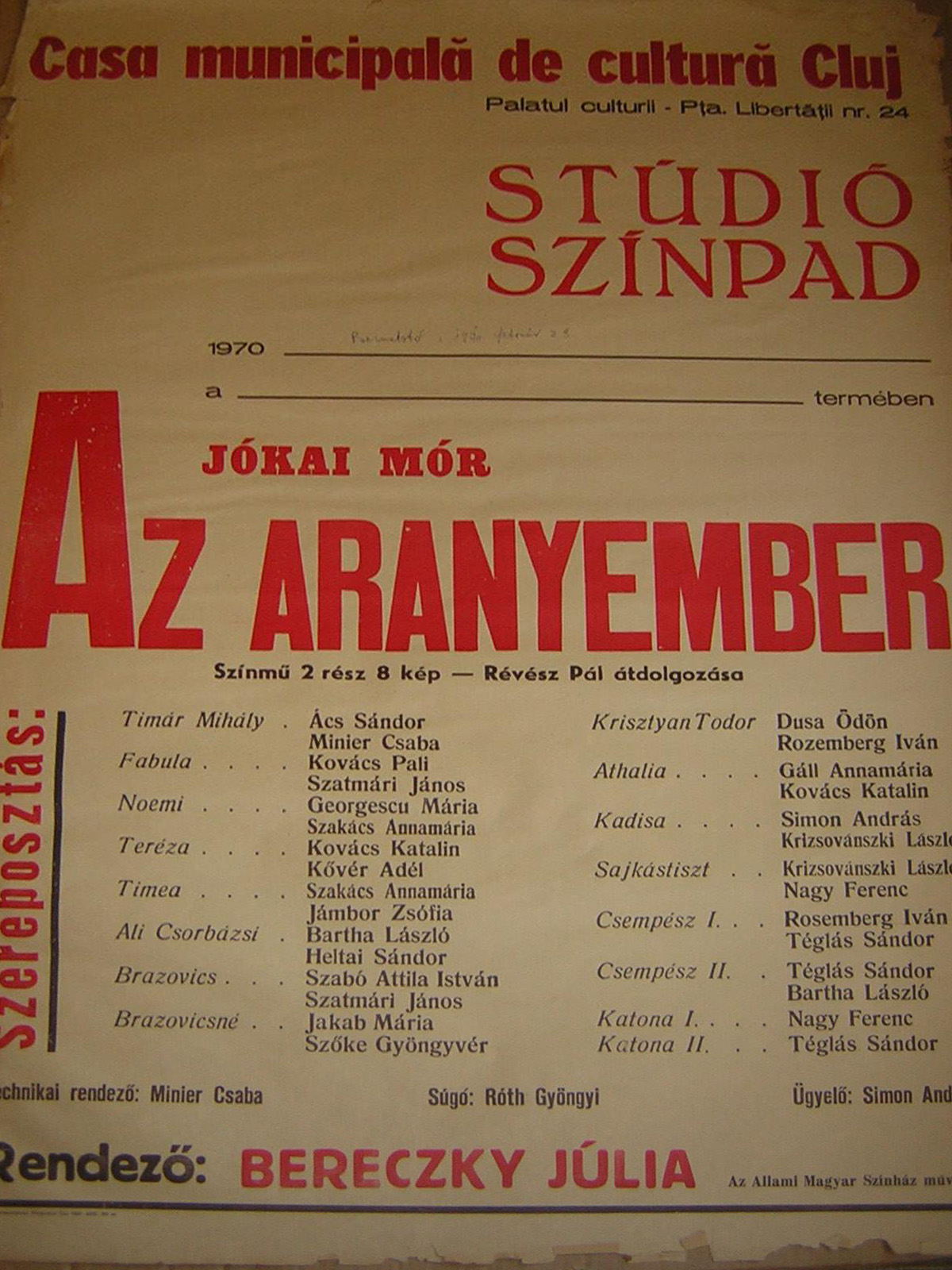
Az aranyember
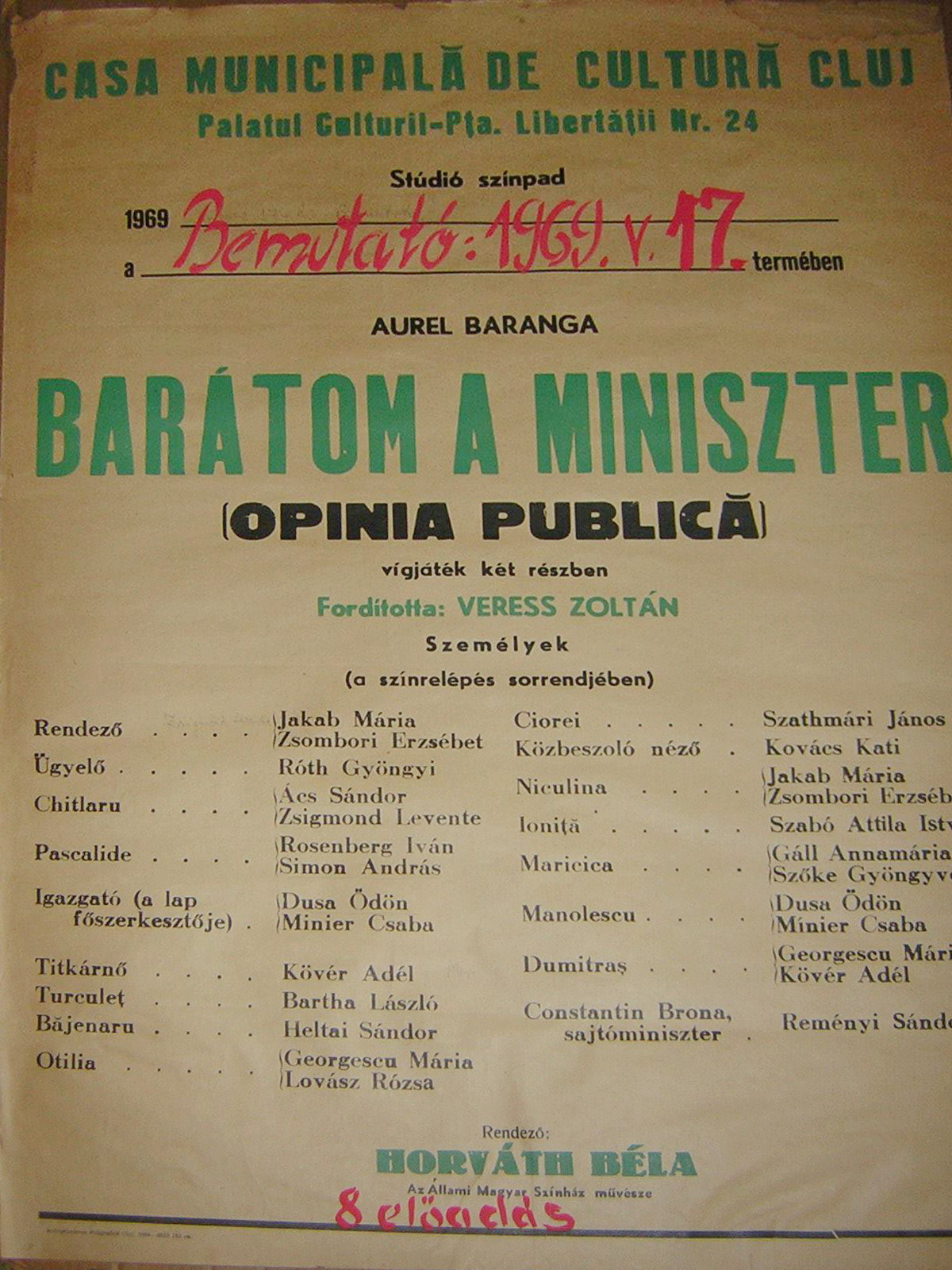
Barátom a miniszter